# Diagrama d'Ellingham

Diagrama d'Ellingham

Un diagrama d'Ellingham és un gràfic que mostra la dependència de la temperatura de l'estabilitat dels compostos. Aquesta anàlisi s'utilitza generalment per avaluar la facilitat de reducció d'òxids i sulfurs de metalls. Aquests diagrames foren construïts per primera vegada per Harold Ellingham el 1944.
En la metal·lúrgia, el diagrama de Ellingham s'utilitza per predir la temperatura d'equilibri entre un metall, l'òxid i l'oxigen, i per extensió, les reaccions d'un metall amb sofre, nitrogen, i altres elements no metàl·lics. Els diagrames són útils per predir les condicions en què serà un mineral de metall reduït al metall. L'anàlisi termodinàmica és a la natura i fa cas omís de la cinètica de reacció. Així, els processos que es preveu que sigui favorable al diagrama Ellingham encara pot ser lenta.

## Termodinàmiques

Diagrama d'Ellingham per a diversos metalls que proporciona l'energia lliure de formació d'òxids metàl·lics i la corresponent pressió parcial d'oxigen en equilibri.

Els diagrames de Ellingham són una forma gràfica particular del principi que la viabilitat termodinàmica d'una reacció depèn del signe de ΔG, el canvi d’energia lliure de Gibbs, que és igual a ΔH - TΔS, on ΔH és el canvi d'entalpia i ΔS és el canvi d'entropia.
El diagrama d'Ellingham mostra el canvi d'energia lliure de Gibbs (ΔG) per a cada reacció d'oxidació en funció de la temperatura. Per a la comparació de diferents reaccions, tots els valors de ΔG es refereixen a la reacció de la mateixa quantitat d'oxigen, escollida com un mol O (¹⁄₂ mol O
2) d'alguns autors i un mol O
2 per altres. El diagrama mostrat fa referència a 1 mol O
2, de manera que per exemple la línia per a l'oxidació del crom mostra ΔG per a la reacció 4⁄₃ Cr(s) + O
2(g) ²⁄₃ Cr₂ O
3(s), que és el ²⁄₃ de l'energia molibal de formació de Gibbs ΔGf ° (Cr2O3, s).
En els intervals de temperatura utilitzats habitualment, el metall i l'òxid es troben en estat condensat (sòlid o líquid), i l'oxigen és un gas amb una entropia molar molt més gran. Per a l'oxidació de cada metall, la contribució dominant al canvi d'entropia (ΔS) és l'eliminació d'¹⁄₂ mol O
2, de manera que ΔS és negatiu i aproximadament igual per a tots els metalls. El pendent de les parcel·les{\displaystyle d\Delta G/dT=-\Delta }S per tant, és positiu per a tots els metalls, amb ΔG sempre més negatiu amb temperatura inferior, i les línies per a tots els òxids metàl·lics són aproximadament paral·leles. Com que aquestes reaccions són exotèmiques, sempre es fan factibles a temperatures més baixes. A una temperatura prou elevada, el signe de ΔG es pot invertir (esdevenint positiu) i l'òxid es pot reduir espontàniament al metall, com es mostra a Ag i Cu.
Per a l'oxidació del carboni, la línia vermella és per a la formació de CO: C (s) + ¹⁄₂ O
2 (g) → CO (g) amb un augment del nombre de mols de gas, donant lloc a un ΔS positiu i un pendent negatiu. La línia blava per a la formació de CO₂ és aproximadament horitzontal, ja que la reacció C (s) + O
2 (g) → CO₂ (g) deixa sense canvis el nombre de mols de gas de manera que ΔS és petit.
Com en qualsevol predicció de reacció química basada en motius purament termodinàmics, una reacció espontània pot ser molt lenta si una o més etapes de la via de reacció tenen energies d'activació molt elevades EA.
Si hi ha dos metalls, cal tenir en compte dos equilibris. Es formarà l'òxid amb més negatiu ΔG i es redueix l'altre òxid.